# Nikon D3000
Die Nikon D3000 ist eine digitale Spiegelreflexkamera des japanischen Herstellers Nikon, die im August 2009 in den Markt eingeführt wurde. Der Hersteller richtete sie an Einsteiger-Fotografen.

## Technische Merkmale
Der 10,2-Megapixel-Bildsensor erlaubt Aufnahmen mit maximal 3872 × 2592 Pixeln. Er besitzt eine Größe von 23,6 mm × 15,8 mm (Herstellerbezeichnung DX-Format).
Objektive, die an der Kamera betrieben werden sollen, müssen über einen eigenen Autofokusmotor verfügen, wenn automatisch fokussiert werden soll.
Die Kamera verfügt über ein 3-Zoll-LC-Display, den Guide-Modus sowie den 3D-Tracking-Autofokus mit elf Messfeldern. Die Bilddaten werden auf eine SD Memory Card gespeichert.
Zur Bildverarbeitung in der Kamera dient ein Nikon-EXPEED-Bildprozessor.